# Biblioteca Palatina (Heidelberg)

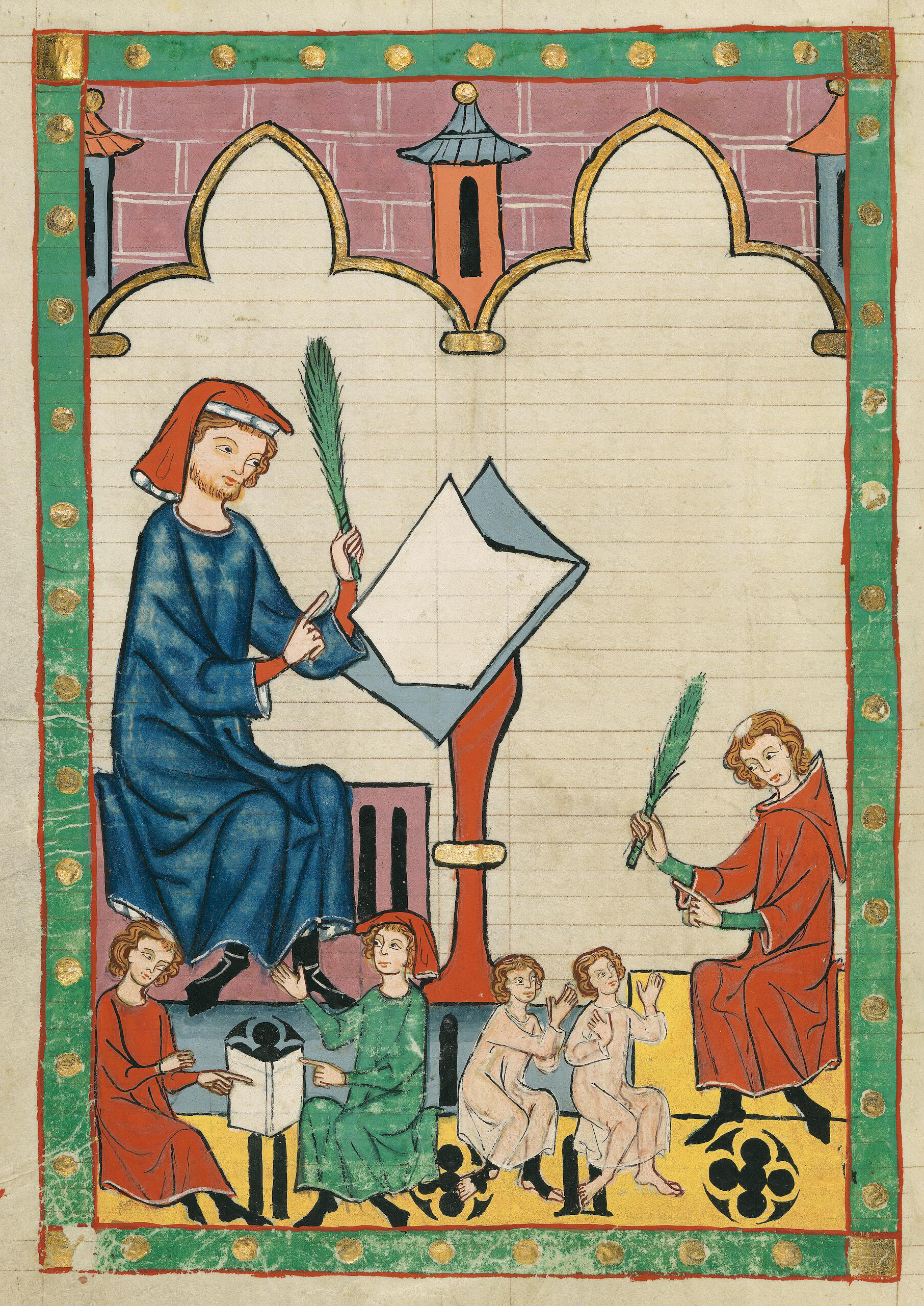
Il maestro di Esslingen dal Codice di Manesse

La Biblioteca palatina di Heidelberg era una delle più importanti biblioteche del Rinascimento fuori d'Italia. Dal 1622, in seguito alla conquista della città, i libri che la componevano sono stati per la maggior parte trasferiti presso la Biblioteca Apostolica Vaticana di Roma, dove costituiscono una raccolta speciale.

## Storia
Il nucleo originario della Biblioteca Palatina è rappresentato dalla biblioteca capitolare (Stiftsbibliothek) della chiesa dello Spirito Santo di Heidelberg, fondata dal principe elettore Ludovico III del Palatinato (1410-1436).
La Biblioteca Palatina propriamente detta fu fondata quando Ottone Enrico del Palatinato (1556-1559) impose la Riforma protestante nel suo stato e riunì i libri dell'Università di Heidelberg, del Castello di Heidelberg, della chiesa dello Spirito Santo e dell'abbazia di Lorsch in unico luogo.
La Biblioteca contava circa 5.000 libri a stampa e 3.524 manoscritti. Fra le opere più preziose vi erano l'Evangeliario di Lorsch, scritto e miniato intorno all'810 alla corte di Carlo Magno; il Codice Manesse, la maggiore raccolta di poesia tedesca medioevale, scritta e miniata all'inizio del Trecento; il trattato De arte venandi cum avibus di Federico II di Svevia; la Bibbia di Ottone Enrico.
Alla morte del banchiere Ulrico Fugger (1526-1584), 86 manoscritti vennero ad aumentare il catalogo della Biblioteca, fra di essi il Sachsenspiegel miniato, il codice giuridico della Germania settentrionale, ed un poema di Otfrid di Weissenburg del IX secolo, considerato la prima opera letteraria tedesca.
La biblioteca contenne l'Indiculus superstitionum et paganiarum.

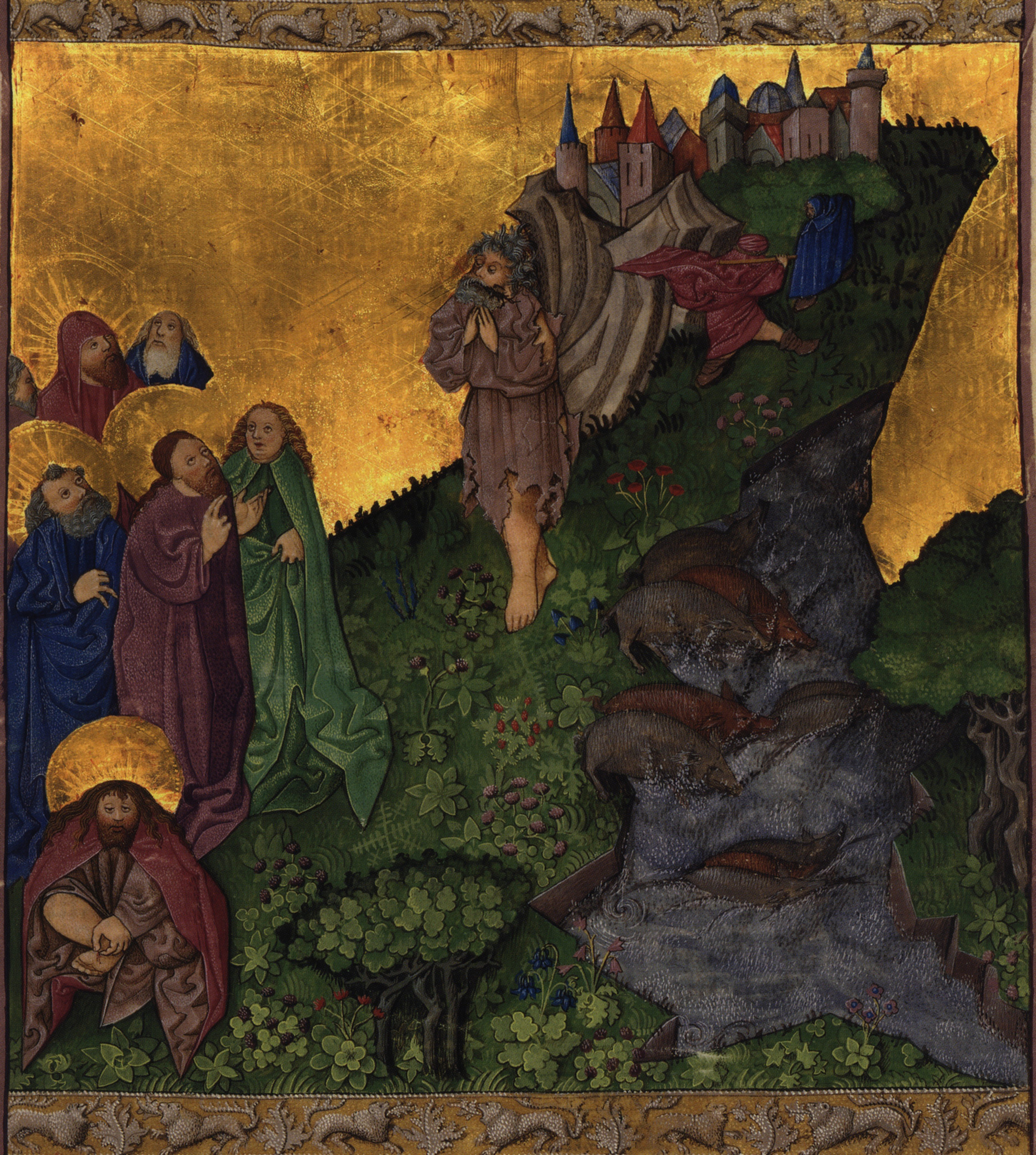
Una pagina della Bibbia di Ottone Enrico

Con la fondazione della Biblioteca e la trasformazione dell'Università in un centro di studi evangelici, Ottone Enrico creò un centro di cultura protestante secondo l'esempio dell'Università di Wittenberg. Questo luogo era perciò considerato un centro di eresia dai cattolici, soprattutto a causa della grande raccolta di testi teologici protestanti.
Nel 1622, durante la prima fase della Guerra dei Trent'Anni, le truppe di Tilly e della Lega cattolica conquistarono il Palatinato e decisero di smembrare la Biblioteca Palatina. Papa Gregorio XV ottenne che la maggior parte della Biblioteca fosse trasferita a Roma nella Biblioteca Vaticana. Sicché 3.500 manoscritti e 12.000 libri a stampa furono imballati in 184 casse e spediti in Italia attraverso le Alpi a dorso di duecento muli. Il duca Massimiliano I di Baviera, che in qualità di membro della casa di Wittelsbach avrebbe voluto lui la biblioteca, ricevette solo la Bibbia di Ottone Enrico ed un messale. Il Codice Manesse rimase invece a Federico V del Palatinato. Qualche centinaio di libri rimasero in Germania, probabilmente dei doppioni, cosicché nel 1998 furono ritrovati 67 libri della Palatina nella biblioteca di Colonia.
In base agli accordi del Congresso di Vienna i manoscritti in tedesco furono restituiti dalla Biblioteca Vaticana all'Università di Heidelberg. Essi sono oggi chiamati Codices Palatini Germanici (cpg). I restanti codici (perlopiù latini e greci) sono tuttora conservati nella Biblioteca Vaticana e sono designati con l'espressione Vaticanus Palatinus seguita dal numero di catalogo.

## Cataloghi

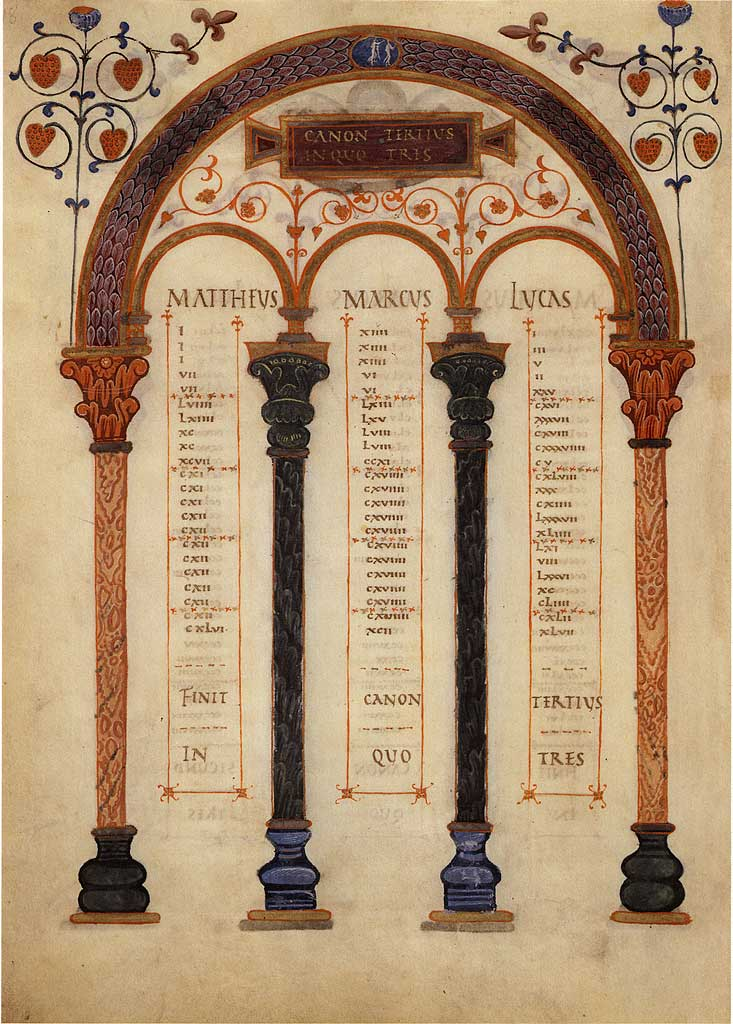
Una pagina dell'Evangeliario di Lorsch

- Leonard Boyle (a cura di): Bibliotheca Palatina, Druckschriften, Microfiche-Ausgabe, Monaco 1989–1995, ISBN 3-598-32880-X (Gesamtwerk), ISBN 3-598-32919-9 (Index)
- Elmar Mittler (a cura di): Bibliotheca Palatina, Druckschriften, Katalog zur Mikrofiche-Ausgabe, voll. 1–4, Monaco 1999, ISBN 3-598-32886-9
- Enrico Stevenson: Inventario dei libri stampati palatino-vaticani, ed. per ordine di S.S. Leone XIII P.M., 4 voll, Roma 1886–1891
- Enrico Stevenson: Codices manuscripti Palatini Graeci Bibliothecae Vaticanae descripti praeside I. B. Cardinali Pitra episcopo Portuensi S. R. E. bibliotecario, Roma 1885
- Enrico Stevenson: Codices Palatini Latini Bibliothecae Vaticanae descripti praeside I. B. Cardinali Pitra episcopo Port. S. R. E. bibliothecario, Roma 1886
- Die medizinischen Handschriften der Codices Palatini Latini in der Vatikanischen Bibliothek, saggi di Ludwig Schuba, Wiesbaden 1981, Dr. Ludwig Reichert Verlag (Kataloge der Universitätsbibliothek Heidelberg 1), ISBN 3-88226-060-2
- Die Quadriviums-Handschriften der Codices Palatini Latini in der Vatikanischen Bibliothek, saggi di Ludwig Schuba, Wiesbaden 1992, Dr. Ludwig Reichert Verlag (Kataloge der Universitätsbibliothek Heidelberg 2), ISBN 3-88226-515-9
- Die historischen und philosophischen Handschriften der Codices Palatini Latini in der Vatikanischen Bibliothek (Cod. Pal. Lat. 921–1078), saggi di Dorothea Walz, Wiesbaden 1999, Dr. Ludwig Reichert Verlag (Kataloge der Universitätsbibliothek Heidelberg 3), ISBN 3-89500-046-9
- Die humanistischen, Triviums- und Reformationshandschriften der Codices Palatini latini in der Vatikanischen Bibliothek (Cod. Pal. Lat. 1461–1914), saggi di Wolfgang Metzger, Wiesbaden 2002, Dr. Ludwig Reichert Verlag (Kataloge der Universitätsbibliothek Heidelberg 4), ISBN 3-89500-214-3

## Bibliografia

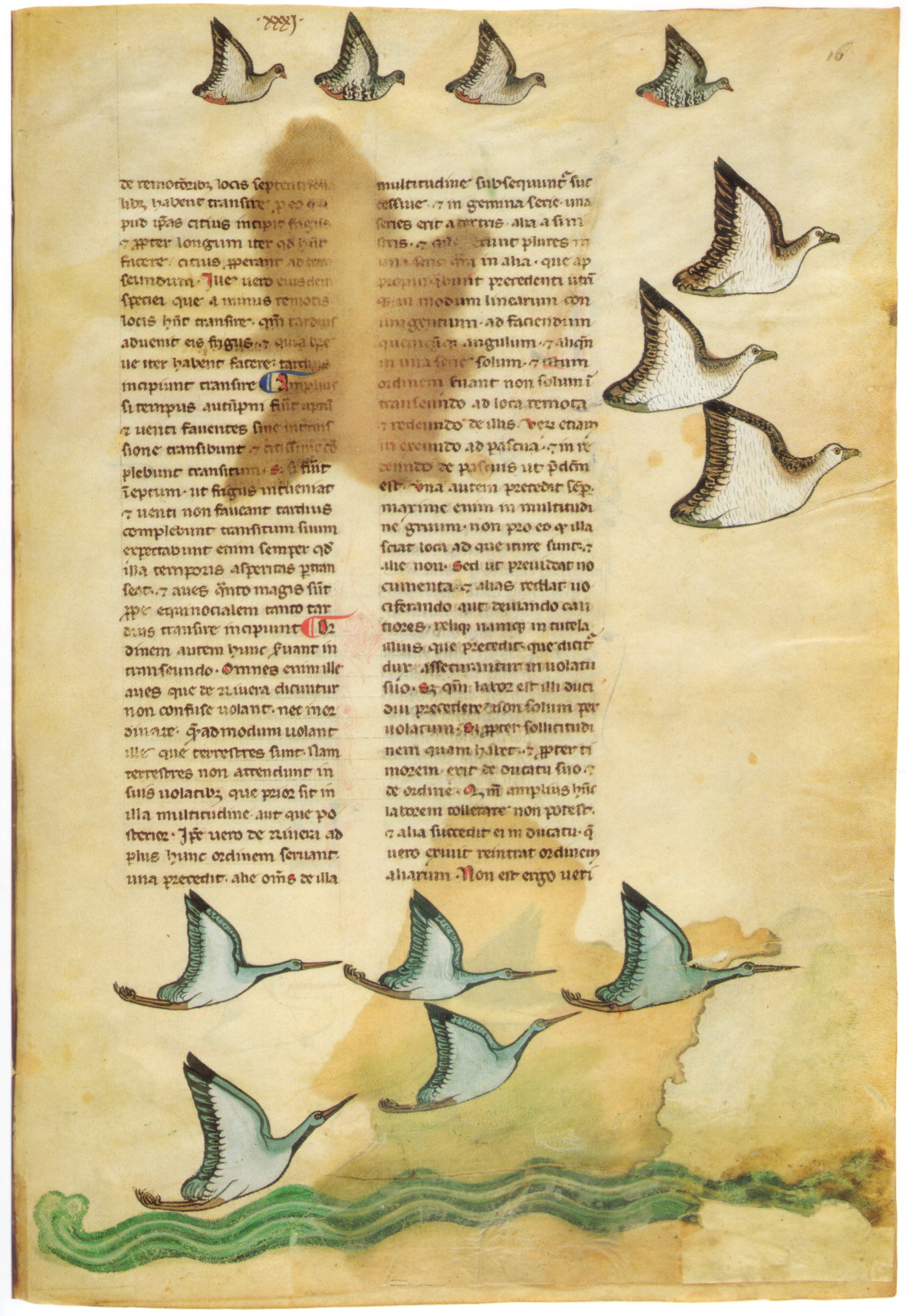
Una pagina del De arte venandi cum avibus